# Campbell Houses
Die Campbell Houses sind zwei Wohngebäude in der schottischen Stadt Port Charlotte auf der Hebrideninsel Islay. Die Gebäude stehen auf der Westseite der Main Street am Südende der Stadt. 1971 wurde die Campbell Houses als Ensemble in die schottischen Denkmallisten in der Kategorie C aufgenommen. Zuvor waren sie als Ensemble in der Kategorie B einkategorisiert. Das südliche Haus ist benannt nach W. Campbell, das nördliche nach S. Campbell.

## Beschreibung
Die beiden identischen Gebäude stammen aus dem späten 19. Jahrhundert. Sie wurden in geschlossener Bauweise direkt an der Straße gebaut und weisen teilweise, da die gegenüberliegende Straßenseite teilweise unbebaut ist, direkt auf die etwa als 100 m entfernte Küste der Bucht Loch Indaal, an der Port Charlotte gelegen ist. Die Campbell Houses sind in traditioneller Bauweise auf länglichen Grundflächen gebaut. Auf das Erdgeschoss setzt sich ein weiteres Stockwerk auf, welches dann mit einem schiefergedeckten Satteldach abschließt. Die Fassaden sind in der traditionellen Harling-Technik verputzt.